# Peter Green
Peter Green (født Peter Allen Greenbaum, 29. oktober 1946 i Bethnal Green, London, død 25. juli 2020 i sit hjem i Essex) var en britisk blues rock-guitarist og grundlægger af gruppen Fleetwood Mac.
Som grundlægger af Fleetwood Mac blev han optaget i Rock and Roll Hall of Fame i 1998. Greens sange, fx "Albatross", "Black Magic Woman", "Oh Well" og "Man of the World", nåede singlehitlisterne, og adskillige er blevet kopieret af forskellige musikere.
Green var en af de ledende skikkelser i den engelske bluesmusiks "anden store epoke", hvilket inspirerede den amerikanske bluesmusiker B.B. King til at sige: "Han (Green) har den mest melodiske klang, jeg nogensinde har hørt; han var den eneste, der gav mig koldsved." Eric Clapton værdsatte hans guitarspil højt. Han var især fokuseret på at udtrykke følelser i sine kompositioner, snarere end at vise, hvor hurtigt han kunne spille på guitar, og brugte ofte at trække i strengene og benyttede vibrato og økonomiserede med sine riffs.
Rolling Stone placerede Green som nummer 58 på listen over de "100 Greatest Guitarists of All Time". Hans spil på instrumentalnummeret "The Super-Natural" blev vurderet som en af de 50 største instrumentale præstationer nogensinde af Guitar Player. I juni 1996 blev Green kåret som den tredjebedste guitarist nogensinde i Mojo magazine.

## Karriere

### De tidlige år
Peter Allen Greenbaum blev født i Bethnal Green, London, den 29, oktober 1946. som den yngste af Joe og Ann Greenbaums fire børn. Allerede som 11 årig lærte broderen, Michael, ham de første guitargreb og Peter begyndte som 11 årig selv at lære at spille. Han begyndte at optræde professionelt i 15 års alderen, på basguitar i et band ved navn Bobby Dennis and the Dominoes. I bandet "Peter B's Looners", hvor han spillede med trommeslageren Mick Fleetwood fik han sin pladedebut med singlen "If You Wanna Be Happy", hvor "Jodrell Blues" var B-side.

### John Mayall's Bluesbreakers
I oktober 1965 fik Green muligheden for at være substitut for Eric Clapton i John Mayall & the Bluesbreakers ved fire lejligheder. Kort efter forlod Clapton the Bluesbreakers, da han dannede Cream, og Green blev i juli 1966 full-time medlem af Mayalls band. Fansene var ikke begejstrede, fordi Green spillede en helt anden stil end deres forbilldede, Clapton, men da Mayall blev spurgt om udskiftningen, sagde han: "Han (Green) er måske ikke bedre (end Clapton) nu, men vent og se, om kort tid vil han være den klart bedste."
Greens albumdebut med the Bluesbreakers var A Hard Road (1967),, som omfattede to af hans egne kompositioner "The Same Way" og "The Supernatural". Den sidstnævnte var et instrumentalnummer, som snart efter blev hans "varemærke". I 1967 forlod Green the Bluesbreakers for at skabe sit eget Band.

### Fleetwood Mac
Greens nye band, med tidligere Bluesbreaker Mick Fleetwood på trommer og Jeremy Spencer på guitar, fik oprindelig navnet "Peter Green's Fleetwood Mac featuring Jeremy Spencer". Bob Brunning var midlertidig med som basguitarist, men blev erstattet af John McVie kort efter (september 1967). De havde deres debut i august 1967, og fik straks efter en pladekontrakt hos Mike Vernons Blue Horizon label. De indspillede primært blues covers, suppleret med originalt materiale, som fortrinsvis var komponeret af Green, mens enkelte var tilskrevet Jeremy Spencer. Deres debut album opnående 37 uger på den britiske salgsliste.
Deres næste album, Mr. Wonderful blev udgivet i 1968 og fortsatte stilen fra det første. Samme år fik de et hit med Greens "Black Magic Woman" (senere indspillet med succes af Santana), efterfulgt af guitar instrumental ummeret "Albatross" (1969), som nåede førstepladsen på den britiske singleliste. Andre større hits var Greens "Oh Well", "Man of the World" (begge fra 1969).  Dobbelt albummet Blues Jam in Chicago (1969) blev indspillet i Chicago., hvor de som gæstemusikere havde nogle af deres egne idoler, Otis Spann, Big Walter Horton, Willie Dixon og Buddy Guy.
I 1969 fik gruppen en kontrakt med Warner Bros. Records' og indspillede her deres tredje studiealbum Then Play On, hvor gruppen havde en tredje guitarist, 18-årige Danny Kirwan, som havde spillet med en blues trio,  Boilerhouse som opvarmning for Fleetwood Mac og både Green og Mick Fleetwood var imponerede af hans guitarspil.
Under en touring Europe i marts 1970, indtog Green LSD ved et party i München, hvilket accelererede den depression, han i forvejen var begyndt at udvikle.. Fleetwood Macs roadie Dinky Dawson har udtalt, at Green fulgtes med en anden roadie, Dennis Keane, til festen, men ikke ville følges med denne til hotellet, hvorefter Mick Fleetwood hentede ham. Green udtalte selv, at han havde jammet og haft en af de store inspirationer i sit liv. Nogle optog det på bånd, og det førte ifølge Green til en "spirituel oplevelse". Allerede to måneder senere, den 20. maj 1970, forld Green Fleetwood Mac. I 1971 havde Green en kort periode, hvor han spillede med Fleetwood Nac på deres amerikanske turne, fordi Jeremy Spencer havde forladt gruppen. Green spillede dog under pseudonymet Peter Blue. Han spillede guitar på to numre på Juju med Bobby Tench's band Gass,
I samme periode spillede han også med sin tidligere bandleder, John Mayall og B. B. King

## Sygdom
Green fik diagnosen skizofreni og blev i midten af 1970'erne indlagt på psykiatriske hospitaler, hvor han bandt andet fik elektrochok. I 1977 blev Green arresteret for at true sin manager med et skydevåben, en episode, som der ikke er fuldt klarhed over årsagen til. I en dokumentar fra 2011 på BBC Peter Green: Man of the World,, hævdede Green, at han var vendt tilbage fra Canada uden penge på lommen og tilføjede, at han havde et våben, hvorefter hans manager tilkaldte politiet, som omringede hans hus.
I 1979 begyndte Green igen at optræde professionelt. Med hjælp fra sin bror Michael fik han udgivet et soloalbum In the Skies. Han spillede også med på et enkelt nummer på Fleetwood Macs dobbeltalbum Tusk, i sangen "Brown Eyes".

## Karriere efter sygdommen
I 1980'erne deltog Green i en række indspilninger med blandt andre Ray Dorset fra Mungo Jerry, Vincent Crane fra The Crazy World of Arthur Brown og sammen med sin bror albummet A Touch of Sunburn by Lawrie 'The Raven' Gaines (under bandnavnet 'The Enemy Within'). I 1988 blev Green citeret for at udtale: "I'm at present recuperating from treatment for taking drugs. It was drugs that influenced me a lot. I took more than I intended to. I took LSD eight or nine times. The effect of that stuff lasts so long ... I wanted to give away all my money ... I went kind of holy – no, not holy, religious. I thought I could do it, I thought I was all right on drugs. My failing!"
Sammen med de øvrige medlemmer af Fleetwood Mac blev Green optaget i Rock and Roll Hall of Fame i 1998.

### The Peter Green Splinter Group
Green var i 1990'erne stadig efterspurgt som "guest star", men ønskede at danne en mere fast konstellation. I 1997 dannede han Peter Green Splinter Group med Nigel Watson og
Cozy Powell. Dette band udgav ni blues albums, hvor det meste af materialet var coverversioner eller originalmateriale, komponeret af Watson. Gruppen var især aktiv i årene fra 1997 til 2004. I starten af 2004 aflyste bandet en turne og et planlagt studiealbum blev skrinlagt, da Green pludseligt forlod gruppen og flyttede til Sverige. I februar 2009 begyndte Green igen at turnere, denne gang med gruppen Peter Green and Friends.

## Diskografi som solist
- The End of the Game (1970) Reprise RS 6436 [US]; Reprise RSLP 9006 [UK]
- In the Skies (1979) PVK Records PVLS 101
- Little Dreamer (1980) PVK Records PVLS 102
- Whatcha Gonna Do? (1981) PVK Records PET 1
- White Sky (1982) Creole/Headline HED 1
- Kolors (1983) Creole/Headline HED 2
- A Case for the Blues (med Katmandu) (1984) Nightflite NTFL 2001
- Me and the Devil (2001) Snapper Music SMBCD 844 (3-CD "limited edition" box set; reissue of SARCD 002 and SMACD 828, with the 3rd disc er en indspilning af alle original Robert Johnson udgivelser.[42]